# Бонзи, Бенжамен
Бенжамен Бонзи (фр. Benjamin Bonzi; род. 9 июня 1996 года в Ниме, Франция) — французский теннисист; победитель двух турниров ATP (из них один в одиночном разряде); победитель одного юниорского турнира Большого шлема в парном разряде (Открытый чемпионат Франции-2014)

## Биография и интересные факты
Кратко его называют La Bonz. Говорит на французском и английском языках. Отец — Филипп, мать — Доминика. Бенжамен начал играть в теннис в возрасте 6 лет, потому что хотел обыграть своего двоюродного брата. Жил рядом с теннисным клубом. Любимый удар — с лёта. Кумир детства — Роджер Федерер. Кумир не из теннисистов — Лионель Месси.

## Спортивная карьера
В 2017 году на Открытом чемпионате Франции одержал свою первую в карьере победу на турнирах серии Большого шлема. В первом раунде он обыграл россиянина Даниила Медведева. Во втором раунде Бонзи проиграл испанцу Альберту Рамосу.
В 2018 году пробился через квалификацию на Уимблдонский турнир, в финальном раунде квалификации переиграв британца Джеймса Уорда.
В феврале 2019 года вместе с Антуаном Оаном дошли до финала домашнего турнира в Монпелье, но проиграли в финале паре Иван Додиг и Эдуар Роже-Васслен
В сентябре 2019 года выиграл турнир ITF, проходящий в Мадриде.
18 июля 2022 года поднялся на высшее в карьере 44-е место в рейтинге.
В начале 2023 года впервые в карьере вышел в финал турнира ATP. В индийской Пуне на турнире ATP 250 на харде в решающем матче Бонзи проиграл Таллону Грикспору (6-4, 5-7, 3-6).
На Открытом чемпионате Австралии 2023 года Бонзи впервые в карьере вышел в третий круг турнира Большого шлема. Во втором круге француз за 4 часа и 11 минут обыграл 14-го сеянного Пабло Карреньо Бусту со счётом 4-6, 4-6, 7-6(5), 6-1, 7-6(10-4). В третьем круге Бонзи уступил Алексу де Минору в трёх сетах.

## Рейтинг на конец года
| Год  | Одиночный рейтинг | Парный рейтинг |
| 2024 | 75                | 277            |
| 2023 | 73                | 189            |
| 2022 | 60                | 191            |
| 2021 | 64                | 138            |
| 2020 | 165               | 162            |
| 2019 | 359               | 158            |
| 2018 | 261               | 244            |
| 2017 | 187               | 253            |
| 2016 | 362               | 268            |
| 2015 | 508               | 391            |
| 2014 | 1076              | 1162           |

## Выступления на турнирах

### Финалы турнировATPв одиночном разряде (3)

#### Победа (1)
| Легенда                     |
| --------------------------- |
| Турниры Большого шлема (0)* |
| Итоговый турнир ATP (0)     |
| Олимпиада (0)               |
| Мастерс (0)                 |
| АТР 500 (0)                 |
| АТР 250 (1+1)               |

| Титулы по покрытиям | Титулы по месту проведения матчей турнира |
| ------------------- | ----------------------------------------- |
| Хард (1+1)*         | Зал (1+1)                                 |
| Грунт (0)           | Зал (1+1)                                 |
| Трава (0)           | Открытый воздух (0)                       |
| Ковёр (0)           | Открытый воздух (0)                       |

* количество побед в одиночном разряде + количество побед в парном разряде.
| №  | Дата          | Турнир       | Покрытие   | Соперник в финале | Счёт       |
| 1. | 9 ноября 2024 | Мец, Франция | Хард (зал) | Кэмерон Норри     | 7-6(6) 6-4 |

#### Поражения (2)
| №  | Дата            | Турнир           | Покрытие   | Соперник в финале | Счёт        |
| 1. | 7 января 2023   | Пуна, Индия      | Хард       | Таллон Грикспор   | 6-4 5-7 3-6 |
| 2. | 26 февраля 2023 | Марсель, Франция | Хард (зал) | Хуберт Хуркач     | 3-6 6-7(4)  |

### Финалы турнировATPв парном разряде (2)

#### Победа (1)
| №  | Дата            | Турнир           | Покрытие   | Партнёр       | Соперники в финале        | Счёт    |
| 1. | 16 февраля 2025 | Марсель, Франция | Хард (зал) | Пьер-Юг Эрбер | Сандер Жийе Ян Зелиньский | 6-3 6-4 |

#### Поражение (1)
| №  | Дата            | Турнир            | Покрытие   | Партнёр    | Соперники в финале            | Счёт    |
| 1. | 10 февраля 2019 | Монпелье, Франция | Хард (зал) | Антуан Оан | Иван Додиг Эдуар Роже-Васслен | 3-6 3-6 |